# 김율
김율(1985년 5월 15일 ~ )은 대한민국의 성우로, 2009년 CJ ENM 성우극회 공채 7기로 입사했다.

## 출연 작품
굵은 글씨는 메인 캐릭터.

### TV 애니메이션
- 가정교사 히트맨 리본 (투니버스) - 노사르
- 개구리 중사 케로로 (투니버스) - 철수
- 건담 빌드 파이터즈 (애니맥스) - 레이지
- 결계사 (투니버스) - 스즈나라시
- 고고 다이노 공룡탐험대 (EBS) - 로키
- 괴담 레스토랑 (투니버스) - 돌돌이, 리플레이 소년
- 괴도 조커 (카툰네트워크) - 체이서
- 꾸러기 닌자 토리 (디즈니 채널) - 토리
- 우주소년 아톰 (디즈니채널 ) 점프
- 꿈빛 파티시엘 (투니버스) - 이나, 도윤, 가온 엄마
- 꿈빛 파티시엘 프로페셔널 (투니버스) - 이나, 도윤
- 나루토 질풍전 (투니버스) - 구렌, 사무이
- 너에게 닿기를 (투니버스) - 나카다니, 메구미, 죠 엄마, 여자
- 내 마음은 무지 (투니버스) - 무찡
- 놓지마 정신줄 (투니버스) - 정주리
- 닌자보이 란타로 (투니버스) - 야마부키
- 도쿄 매그니튜드 8.0 (투니버스) - 유우키
- 동글이 버드 하비 (니켈로디언) - 피
- 돌연변이 아일랜드 (투니버스)
- 드래곤볼GT (투니버스) - 주사위보이, 리루카, 컴퓨터
- 디지몬 크로스워즈 (대원방송) - 나우진
- 라이온 수호대 (디즈니 채널) - 벙가
- 럭키프레드 (투니버스) - 모트, 라켈, 써로우
- 레인보우 루비 (EBS) - 지나
- 레터비 (투니버스) - 로더
- 마기 (카툰 네트워크) - 알라딘, 미나, 어린 영주
- 마법변신! 아이돌 프린세스 리틀프릿 (투니버스) - 야티 엄마, 타이, 란, 모모, 리리, 쟈스민, 셜록 옴즈, 도로시, 해바라기 아가씨, 단풍, 카렌, 학
- 마이 리틀 포니 (투니버스) - 애플잭
- 말하는 강아지 마사 (투니버스) - 브렌다, 티파니
- 매직 어드벤쳐 (KBS) - 엄마
- 맹수대백과 60 (투니버스)
- 메탈베이블레이드 (투니버스) - 혜성
- 명탐정 코난 (투니버스, 애니맥스) - 우하라, 미네르바 글라스, 주지연
- 무적코털보보보 (투니버스) - 락보보
- 바다탐험대 옥토넛 (디즈니채널) - 트윅
- 벅스봇 이그니션 - (투니버스) - 한가람
- 베베데빌 - 마오
- 비밀♥비밀의 에그엔젤 코코밍 (디즈니 채널) - 뽀도밍
- 빙글빙글 미밀루나라의 케이트와 밈밈 (투니버스) - 케이트
- 빰바라빤쮸 (투니버스) - 빰바돈
- 사랑은 콩다콩 (투니버스) - 전가람
- 슈팅 바쿠간 (투니버스) - 린크, 아리스
- 스켓 댄스 (투니버스) - 모나리, 맹소심
- 스타워즈 - 요다의 비밀이야기 (투니버스) - 베니
- 스톤 에이지(KBS) - 우디
- 시끌벅적 하우이와 벌거숭이들 (애니맥스) - 배티
- 좀비덤 (KBS) - 수수
- 신비아파트 - 어린 귀도 현
- 신비아파트 고스트볼Z: 어둠의 퇴마사 (투니버스) - 녹수귀(정희)
- 메카드볼 - 빈 라인하트
- 안녕 자두야 (SBS) - 승목, 누리
- 아따맘마 (투니버스) - 스톤오션 전단지 알바, TV 메이드나탈리
- 아스타를 향해 차구차구 (KBS) - 유안, 다보 동생, 디노, 가비, 핑, 메이르 엄마, 고릴, 모니카
- 아이 엠 스타! (투니버스) - 밀라디, 노노
- 안녕! 보노보노 (투니버스) - 아로리, 홰내기 엄마, 다알아 선생님
- 엘리엇 키드 (투니버스) - 엘리엇
- 에버 애프터 하이 (넷플릭스) - 레이븐
- 엠마 (투니버스) - 뷔크 부인
- 여기는 공원 앞 파출소 (투니버스) - 준페이
- 와라! 편의점 (MBC, 투니버스) - 이성우, 혜연 엄마, 유준 엄마
- 요괴워치 (투니버스) - 백멍이
- 요괴인간 타요마 (투니버스) - 다이지
- 울트라 B (투니버스) - 울트라 B
- 웨딩피치 (투니버스) - 프리지아
- 원피스 (투니버스) - 라비, 어린 조로, 마이켈
- 윙스 프렌즈 - 테크나
- 유니키티! - 폭스 박사
- 육가네 6쌍둥이 (카툰네트워크) - 육기둥
- 제멋대로 요정 미르모 퐁퐁퐁 (투니버스) - 미르모
- 지켜줘 롤리팝 (투니버스) - 릴
- 지파이터스 (투니버스) - 김유나
- 짱구는 못말려 (투니버스) - 치타, 마리, 광자
- 최강! 탑플레이트 (SBS) - 성공명, 담임
- 침략! 오징어 소녀 (투니버스) - 은너울
- 캐릭캐릭 체인지 두근두근 (투니버스) - 리듬
- 캐릭캐릭 체인지 파티 (투니버스) - 리듬, 리카
- 케어베어와 사촌들 (넷플릭스) - 랏츠 어 하트 엘리펀트
- 코라의 전설 (니켈로디언) - 코라
- 크로스파이트 비드맨 (투니버스) - 강미르
- 탐험 드리랜드 (투니버스) - 릴리스
- 터닝메카드 (KBS) - 리안, 도깨비단의 부모님(아빠), 만타리
- 터닝메카드 W (KBS) - 리안, 도깨비단의 부모님(아빠), 만타리, 마리 1호, 2호, 3호
- 터닝메카드 W: 반다인의 비밀 (투니버스) - 리안, 도깨비단의 부모님(아빠), 만타리, 마리
- 터닝메카드 NEW (KBS) - 리안, 도깨비단의 부모님(아빠), 만타리, 마리
- 터닝메카드 R (KBS) - 리안
- 내 친구 코리리 - 엄마, 브라키오
- 테니스의 왕자 (투니버스) - 에치젠 료마
- 파워캐치 완다 - 고미래 / 터보본
- 펭귄의 문제 (투니버스) - 알렉스
- 포켓몬스터 XY (투니버스) - 코르니
- 포켓몬스터 썬&문 (투니버스) - 마오
- 피니와 퍼브
- 행복한 퍼핀 가족 (넷플릭스) - 우나
- 헬로 카봇 쿵 (브라보TV) - 랍토르쿵
- 흑마녀 나가신다 (투니버스) - 나기하
- 히어로 뱅크 (카툰네트워크) - 카이
- 12세. (투니버스) - 도푸르메
- 해피니스 차지 프리큐어! (대원방송) - 히카와 이오나(최유라) / 큐어 포츈

### 극장용 애니메이션
- 짱구는 못말려 극장판: 아뵤! 쿵후 보이즈 ~라면대란~ - 마리, 광자
- 짱구는 못말려 극장판: 동물소환 닌자 배꼽수비대 - 치타
- 극장판 짱구는 못말려: 우리들의 공룡일기 - 최마리 / 나나
- 나루토 극장판: 대격돌! 환상의 지하유적 (투니버스) - 란케
- 나루토 극장판 - 대활극! 눈의 공주 인법첩 (투니버스) - 아이들
- 나루토 질풍전 나루토 죽다! (투니버스) - 시즈쿠
- 나루토 질풍전 극장판: 더 로스트 타워 (투니버스) - 세라무
- 나루토 질풍전 극장판: 블러드 프리즌  - 사무이
- 닥터 슬럼프: 펭귄 마을은 언제나 맑음 (카툰네트워크) - 박미리, 꼭지
- 닥터 슬럼프: 응짜! 사랑을 담아, 펭귄마을 올림 (카툰네트워크) - 박미리, 터보
- 도리를 찾아서 - 마린걸,위버
- 명탐정 코난: 은빛 날개의 마술사 - 나혜라
- 명탐정 코난: 천공의 난파선 - 오연수
- 명탐정 코난: 칠흑의 추적자 - 안내원1, 안내방송
- 명탐정 코난: 침묵의 15분 - 고수아
- 보루토: 나루토 더 무비 - 우즈마키 보루토
- 극장판 썬더일레븐: 최강군단 오우거의 습격 - 캐논, 김성신
- 썸머 워즈 : 진노우치 노리코
- 신비아파트: 금빛 도깨비와 비밀의 동굴 - 지미 어린시절
- 신비아파트 극장판 차원도깨비와 7개의 세계 - 데드윙
- 안녕, 전우치! 도술로봇 대결전 - 전우치
- 마이 리틀 포니: 더 무비 - 애플 잭
- 극장판 요괴워치: 탄생의 비밀이다냥! - 윤민구, 백멍이
- 극장판 요괴워치: 염라대왕과 5개의 이야기다냥! - 백멍이
- 원피스: 스트롱 월드 - 샤오 할머니
- 원피스: 저주받은 성검 (투니버스) - 마야 할머니
- 원피스: 페스티벌 남작과 비밀의 섬 (투니버스) - DJ
- 주토피아 - 보니 홉스, 프리실라, 오소리의사
- 쾌걸 조로리의 공룡알을 지켜라 - 공룡 형
- 쾌걸 조로리의 대대대대모험 - 미미
- 터보 - 리포터
- 테니스의 왕자: 영국식 테니스성 결전 (애니맥스) - 에치젠 료마
- 극장판 포켓몬스터 AG: 포켓몬 레인저와 바다의 왕자 마나피 - 마나피
- 바다 탐험대 옥토넛 시즌 4: 빙하탐험선S - 트윅
- 바다 탐험대 옥토넛 시즌 4: 바다 괴물 대소동 - 트윅
- 뽀로로 극장판 공룡섬 대모험 - 알로
- 터닝메카드W: 반다인의 비밀 특별판 - 리안
- 미래의 미라이 - 쿤
- 스파이 지니어스 - 마시

### 영화
- 뮬란 - 뮬란(유역비)
- 스타워즈 에피소드 7: 깨어난 포스 - 레이 (데이지 리들리)
- 스타워즈 에피소드 8: 라스트 제다이 - 레이 (데이지 리들리)
- 스타워즈 에피소드 9: 스타워즈: 라이즈 오브  스카이어커 - 레이 (데이지 리들리)
- 헬로 카봇: 수상한 마술단의 비밀 - 삼순, 벌레

### 특수촬영 드라마
- 자이언트 세이버 (투니버스) - 오션웨이브 제인 (유우희)
- 미라클 멜로디 (투니버스) - 비올라

### 외화
- 다이노 댄 (투니버스) - 댄 (제이슨 스페박)
- 디센던츠 (디즈니채널) - 오드리 (사라 제프리)
- 라일리의 세상 (디즈니채널) - 마야 (사브리나 카펜터), 오기 (어거스트 마투로)
- 33분 탐정 (투니버스) - 리오
- 세이디 (투니버스) - 클로에 (로즈 리스톤)
- 시험의 신 (투니버스) - 부장 아들, 레나 엄마
- 어린이 경찰 (투니버스) - 블루 (류우토)
- 유성왜건 (채널J) - 토모코 (이치카와 미와코)
- 죽어도 예쁜 걸 (투니버스) - 매티 (스텔라 실러지)
- 호크아이 - 케이트 비숍(헤일리 스테인펠드)

### 게임
- 거울전쟁 신성부활 - 악령군
- 그라나도 에스파다 - 율리아나 콘스탄스, 디트리히 헤르베르트
- 네임리스 - 신비
- 던전 앤 파이터 - 크리에이터, 리아 리히터, 황녀 에르제, 전율의 파트리스, 마티어스 네스만, 소륜
- 데스티니 가디언즈 - 수라야 호손
- 도타2 - 루나
- 드래곤 네스트 - 케이
- 드리프트 걸즈 - 주희, 가영
- 디아블로3 - 아시아라
- 로도스도 전기 온라인 - 디드리트
- 말과 나의 이야기, 앨리샤 - 여자 캐릭터3
- 몬스터 체이서 - 로키
- 블레스 - 아니타 레제스, 멜키아 바이나, 블로디아나
- 블레이드 앤 소울 - 민소월, 요천화
- 발키리 컨플릭트 - 로키, 소라
- 서든어택 X 메이플 스토리 - 해적
- 서든어택 X 놓지마 정신줄 - 정주리
- 세븐 나이츠 - 아일린
- 스타 크래프트2 : 공허의 유산 - 탈리스
- 스타크래프트: 리마스터 - 발키리 (Valkyrie)
- 아르베도 스페라 - 프시케
- 에덴의 너머 - 제레미 에드닉, 엘리자베스 웨이크, 메어리 폭스
- 요괴워치 - 백멍이
- 월드 오브 워크래프트 - 판다렌 여자 플레이어, 이렐, 하늘 제독 로저스
- 윈드소울 - 스칼렛
- 창세기전4 - 다크니아, 이자벨
- 최강의 군단 - 맥스, 미스마, 야보, 미리어드, 마야, 힐라리아, 파이브, 티거, 빨간모자, 줄리아
- 코어 마스터즈 X 소녀 더 와일즈 - 최달달
- 크레이지 레이싱 카트라이더 - 레나
- 히트 - 아델
- 애프터라이프 - 아이타치
- 쿠키런: 킹덤, 쿠키런: 오븐브레이크 - 독버섯맛 쿠키
- 원신 - 쿠키 시노부

### 드라마 CD
- 감기가 연애에 미치는 영향 (보이스 스토리) - 백지아
- 격발 (夜海) - 미류
- 눈물의 맛 (ACO) - 박현아
- The Hanged Man (ACO) - 어린 해조
- 멀리서 보면 푸른 봄 - 왕영란
- 보일러룸 (ACO) - 베로니카
- B씨의 반복되는 하루 (ACO) - 서미래
- 예호 (ACO) - 소아
- 완전무결하게 사로잡히다 (ACO) - 어린 이원
- 요희전기 (노블엔진) - 백경
- 청춘은 아프다 (ACO) - 지혜
- 초인동맹에 어서오세요 (夜海) - 서은비
- 추화련 (ACO) - 화빙빙

### 기타
- 창세기전4 웹라디오 : 에스카토스 정보국 진행